# جوستين غرين
جوستين غرين (بالإنجليزية: Justin Greene)‏ مواليد 13 أغسطس 1989 في بروكلين، هو لاعب كرة سلة أمريكي. بدأ مسيرته الاحترافية في سنة 2012. يلعب في الدوري اللوكسمبورغي لكرة السلة. يحمل الرقم 15. يبلغ طوله 6 قدم 8 بوصة (2.0 م). لعب مع نادي أوسترافا لكرة السلة في الدوري التشيكي الوطني لكرة السلة.